# Andirá
Andirá is een gemeente in de Braziliaanse deelstaat Paraná. De gemeente telt 21.964 inwoners (schatting 2009).

## Aangrenzende gemeenten
De gemeente grenst aan Bandeirantes, Barra do Jacaré, Cambará, Itambaracá en Palmital (SP).